# El Potrero, Zumpango
El Potrero är en ort i Mexiko, tillhörande kommunen Zumpango i delstaten Mexiko. El Potrero ligger i den centrala delen av landet och tillhör Mexico Citys storstadsområde. Orten hade 211 invånare vid folkräkningen 2010.